# Pau Bisbe
Pau Bisbe (en llatí Paulus Episcopus) va ser un bisbe mencionat per Gennadi de Marsella a De Viris illustribus, encara que no indica la seu on tenia aquesta dignitat.
Va escriure un petit llibre anomenat De Paenitentia Libellus (El Llibret de la penitència), on adverteix als penitents contra els excessos que els puguin portar a la desesperació. Va viure probablement durant el segle v.